# (73890) 1997 EK16
(73890) 1997 EK16 – planetoida z pasa głównego asteroid okrążająca Słońce w ciągu 3,75 lat w średniej odległości 2,41 j.a. Odkryta 5 marca 1997 roku.